# لوری برکنر
لوری برکنر (انگلیسی: Laurie Berkner؛ زادهٔ ۱۵ مارس ۱۹۶۹) موسیقی‌دان اهل ایالات متحده آمریکا است. وی از سال ۱۹۹۲ میلادی تاکنون مشغول فعالیت بوده‌است.